# Plagiochila carringtonii
Plagiochila carringtonii là một loài rêu tản trong họ Plagiochilaceae. Loài này được (Balf.) Grolle miêu tả khoa học lần đầu tiên năm 1964.